# Державний архів Севастополя
Державний архів Севастополя — структурний підрозділ Севастопольської міської державної адміністрації, підзвітний та підконтрольний голові міської державної адміністрації та Держархівслужби України.

## Історія

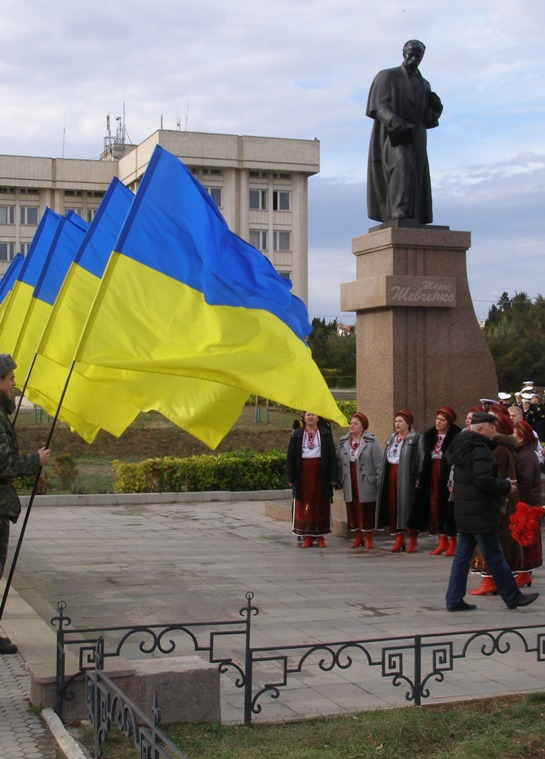
Працівники Державного архіву м. Севастополя на відзначенні Дня Соборності та Дня Свободи України 22 січня 2013 року біля пам'ятника Тарасу Шевченко.

Організація архівної справи в Севастополі пройшла довгий період становлення. Після ВОРС, громадянської війни, з метою запобігання розкрадання спадщини минулого в м. Севастополі стали створюватися органи державної архівної служби. У цей період обстановка була складною й на міських ринках спостерігалася торгівля цінними паперами.
В 1921 році в м. Севастополі було утворено Повітове відділення Кримського архіву. Першими на облік були взяті архіви Морського відомства, севастопольської фортеці й міського самоврядування. Приміщення архіву розташовувалося при Севастопольському окружному виконавчому комітеті, обов'язку окружного архівіста виконували співробітники комітету із сумісництву. Перший звіт севастопольського архіву був складений за 1925—1926 р. На обліку перебувало 9 розібраних і 7 знову прийнятих фондів.
В 1930 р. Севастопольський архів одержав юридичне оформлення як Архівне бюро зі своїм штампом, печаткою й самостійним кошторисом, а в 1931 році був розміщений в окремому будинку б. Петро-Павловської церкви.
У лютому 1938 р. Севастопольське відділення ЦАУ Кримської АРСР було перетворено в Севастопольський державний архів, штат співробітників склав 8 чоловік.
У період Другої світової війни архів працював у складних умовах регулярних бомбувань німецької авіації. Однак здійснювався прийом документів, велася підготовка до евакуації. Документи відправлялися морем в Абхазію, евакуювалися в Абакан. Останній наказ директора був виданий 18 жовтня 1941 року, а оборона м. Севастополя почалася 30 жовтня 1941 року. Більша частина документів архіву загинула в період оборони й евакуації.
Діяльність архіву відновила 3 квітня 1945 року.
У новій якості діяльність Севастопольського архіву була почата 11 травня 1962 року — архів почав роботу як науково-дослідна установа з постійним фондовим складом.
Севастопольські архівісти крім комплектування, обліку, забезпечення схоронності документів займалися створенням науково-довідкового апарата, методичними розробками й використанням документів — публікацією статей, підготовкою тілі радіопередач і доповідей до наукових конференцій.
В 1983 році співробітниками був підготовлений і виданий збірник документів «Севастополю 200 років», а колектив був нагороджений бронзовою медаллю. У цей час архів розміщався в будинку «Покровського собору», що цього року відзначив 100-літній ювілей. В 1994 році будинок Собору було повністю звільнене й передане релігійній громаді, а архів тимчасово розмістився в будинку Укртелекому на проспекті Героїв Сталінграда 64. Незважаючи на відсутність робочих приміщень, у травні 1994 року архів відновив свою діяльність.
24 липня 2001 року архів відзначив 80-річчя, колектив був нагороджений Почесною грамотою й пам'ятним знаком «За заслуги перед містом».

## Фонди
Обсяг фондів на 1 січня 2006 року:
- 455 фондів
- 214247 одиниць зберігання з паперовою осовою
- 19 відео
- 15 тисяч фото
- 117 фоно одиниць зберігання і 1 кінофільм.

## Адреса
99059, м. Севастополь. Вул. Героїв Сталінграду, 64.